# Burt Kennedy
Burt Kennedy (Muskegon, 3 settembre 1922 – Sherman Oaks, 15 febbraio 2001) è stato un regista e sceneggiatore statunitense.

## Biografia
Figlio di attori, fin da bambino recita nel gruppo di famiglia The Dancing Kennedys. Quando scoppia la seconda guerra mondiale si arruola in cavalleria, e riceve numerose decorazioni. Tornato a casa entra in una compagnia teatrale di Pasadena, ma viene messo alla porta per il suo scarso talento. Senza perdersi d'animo si propone come sceneggiatore di programmi radiofonici e televisivi e questo lo mette in contatto con il cinema; nel 1956 sceneggia il film western di Budd Boetticher I sette assassini, e per lo stesso regista scriverà altri film fra cui I tre banditi.
In seguito scriverà anche diversi episodi di serial televisivi come Il virginiano ed anche per i film che egli stesso dirigerà. Nel 1961 esordisce alla regia dirigendo I canadesi; il suo primo vero successo arriva però soltanto nel 1967 con Tempo di terrore (noto in Italia anche con il titolo Tempo di uccidere), con Henry Fonda.
Le sue restanti opere sono perlopiù western girati in varie salse, comici, parodistici, melodrammatici. 
Si ritira dalle scene nel 2000 e muore l'anno dopo per un cancro.

## Filmografia

### Regista
- I canadesi (The Canadians) (1961)
- Ad ovest del Montana (Mail Order Bride) (1964)
- Gli indomabili dell'Arizona (The Rounders) (1965)
- La trappola mortale (The Money Trap) (1966)
- Il ritorno dei magnifici sette (Return of the Seven) (1966)
- Tempo di terrore (Welcome to Hard Times) (1967)
- Carovana di fuoco (The War Wagon) (1967)
- Il dito più veloce del West (Support Your Local Sheriff!) (1968)
- Appuntamento per una vendetta (Young Billy Young) (1969)
- Il grande giorno di Jim Flagg (The Good Guys and the Bad Guys) (1969)
- Dingus, quello sporco individuo (Dirty Dingus Magee) (1970)
- La spina dorsale del diavolo (The Deserter) (1970)
- L'infallibile pistolero strabico (Support Your Local Gunfighter) (1971)
- La texana e i fratelli Penitenza (Hannie Caulder) (1972)
- Quel maledetto colpo al Rio Grande Express (The Train Robbers) (1973)
- Una strana coppia (Sidekicks) (1974)
- The Killer Inside Me (1976)
- Il mistero di Wolf Lake (Wolf Lake), noto anche come Guardia d'onore (1978)
- Nashville detective (Concrete Cowboys) (1979)
- Agente Porter al servizio di Sua Maestà (Trouble with Spies) (1984)
- Cose dell'altro mondo (Suburban Commando) (1991)

### Sceneggiatore
- I sette assassini (Seven Men from Now), regia di Budd Boetticher (1956)
- Il vendicatore dell'Arizona (Gun the Man Down), regia di Andrew V. McLaglen (1956)
- I tre banditi (The Tall T), regia di Budd Boetticher (1957)
- L'urlo dei comanches (Fort Dobbs), regia di Gordon Douglas (1958)
- La guida indiana (Yellowstone Kelly), regia di Gordon Douglas (1959)
- L'albero della vendetta (Ride Lonesome), regia di Budd Boetticher (1959)
- La valle dei mohicani (Comanche Station), regia di Budd Boetticher (1960)
- I canadesi (The Canadians), regia di Burt Kennedy (1961)
- Apache in agguato (Six Black Horses), regia di Harry Keller (1962)
- Ad ovest del Montana (Mail Order Bride), regia di Burt Kennedy  (1964)
- Gli indomabili dell'Arizona (The Rounders), regia di Burt Kennedy  (1965)
- Tempo di terrore (Welcome to Hard Times), regia di Burt Kennedy  (1967)
- Appuntamento per una vendetta (Young Billy Young), regia di Burt Kennedy  (1969)
- Quel maledetto colpo al Rio Grande Express (The Train Robbers), regia di Burt Kennedy  (1973)
- Il mistero di Wolf Lake (Wolf Lake), regia di Burt Kennedy  (1978)
- Cacciatore bianco, cuore nero (White Hunter Black Heart), regia di Clint Eastwood (1990)

### Produttore
- L'infallibile pistolero strabico (Support Your Local Gunfighter), regia di Burt Kennedy (1971)